# ミツバチ
ミツバチ（蜜蜂）とは、ハチ目（膜翅目）・ミツバチ科（Apidae）・ミツバチ属（Apis アピス）に属する昆虫の一群で、花の蜜を加工して巣に蓄え蜂蜜とすることで知られている。現生種はアジアからヨーロッパ、アフリカにかけて1属9種が知られ、元来アメリカ大陸には分布していなかった。しかし、とくにセイヨウミツバチは全世界で養蜂に用いられており、逸出したものがアメリカ大陸でも定着し、野生化している。日本にはトウヨウミツバチの亜種ニホンミツバチのみが本州の青森県東通村から琉球列島の奄美大島にかけて自然分布しているが、小笠原諸島や沖縄など一部地域ではセイヨウミツバチが野生化し問題となっている。

## 概要
日本ではニホンミツバチ、セイヨウミツバチの2種が飼育（養蜂）され蜜の採取が行われている。また作物の受粉にも広く用いられるが、トマトやピーマンなどのナス科の果菜類は蜜を出さず特殊な振動採粉を行うためミツバチではなくマルハナバチ（ミツバチ科マルハナバチ属）が使われる。セイヨウミツバチの養蜂においては規格化された巣箱を用いて大規模な採蜜が行われる一方、ニホンミツバチの場合は一部の養蜂家がハニカム人工巣を用いた養蜂を行っているが、多くは野生集団を捕獲して飼育し採蜜の際は巣を破壊して搾り取ると言う伝統的な手法が主であり、蜂蜜の流通量も少ない。
日本では2012年6月に養蜂振興法（昭和30年8月27日法律第180号）が改正され、原則として蜜蜂を飼育する場合には都道府県知事への飼育届の提出が必要となった。

## 種類

### 現生種
ミツバチ属 Apis は現生種ではコミツバチ亜属 Micrapis、オオミツバチ亜属 Megapis、およびミツバチ亜属 Apis の3亜属、合計9種に分類される。そのいずれもが、真社会性の昆虫で、餌に花蜜や花粉を集める。コミツバチ亜属及びオオミツバチ亜属の種は、開放空間に営巣しその巣板は1枚である。ミツバチ亜属では樹洞のような閉鎖空間に営巣し、複数の巣板を作る。

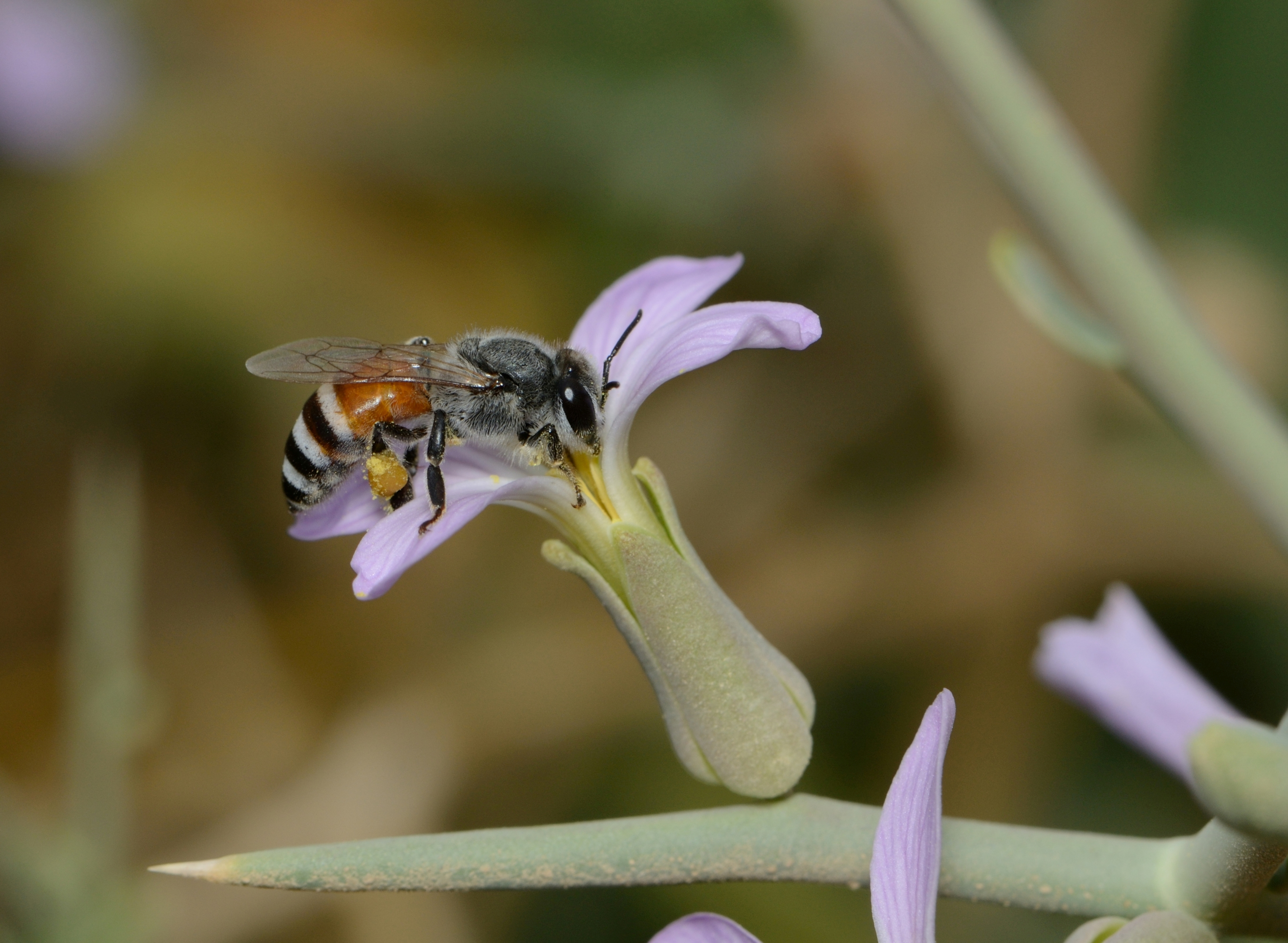
コミツバチの働き蜂

コミツバチ亜属には次の2種が属し、その体の大きさはミツバチ属中で最も小さく、現生種のうちで最も祖先的な群である。

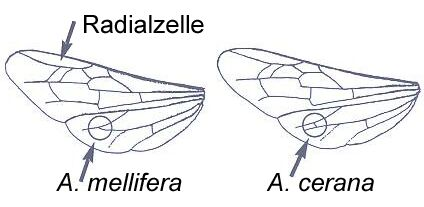
セイヨウミツバチ (A. mellifera)とトウヨウミツバチ(A. cerana)の後翅の翅脈の比較

- コミツバチ (Apis florea Fabricius, 1787) - 東南アジアから南西アジアに分布する[6][9]。
- クロコミツバチ (Apis andreniformis Smith, 1858) - 東南アジアに分布する[6][9]。

オオミツバチ亜属には次の2種が属し、体の大きさはミツバチ属中で最も大きい。オオミツバチには基亜種のほかに2亜種が知られている。
- オオミツバチ (Apis dorsata Fabricius, 1793) -東南アジアから南アジアに分布する[6][9]。
  - A. dorsata breviligula (Maa, 1953) フィリピンのルソン島に分布するオオミツバチの亜種[11][9]。
  - A. dorsata binghami (Cockerell, 1906) インドネシアのスラウェシ島とブタン島に分布する亜種[11]。
- ヒマラヤオオミツバチ (Apis laboriosa Smith, 1871) - ヒマラヤ地域に分布する[6][9]。

ミツバチ亜属には次の5種が属している。

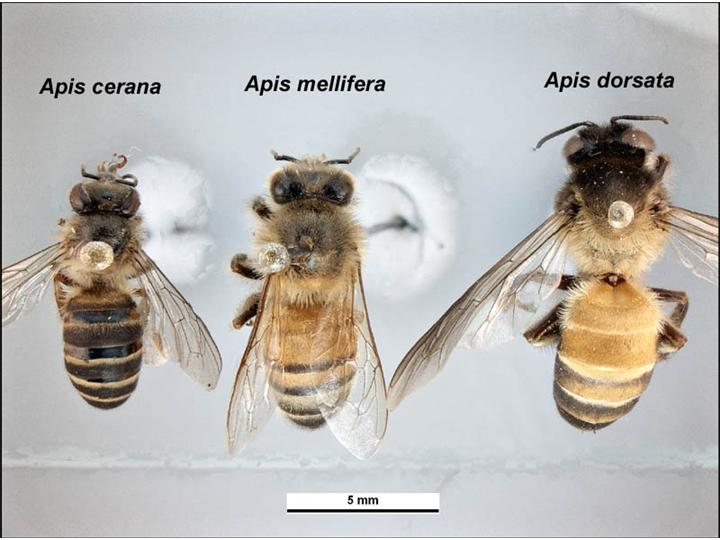
ミツバチ属3種の比較。左からトウヨウミツバチ・セイヨウミツバチ・オオミツバチ

- セイヨウミツバチ (Apis mellifera Linnaeus, 1758) - ヨーロッパ・アフリカに分布する[6]。世界中に移入され、近代的養蜂において主に用いられる種。24亜種が知られ、以下に主な亜種をあげる。
  - Apis mellifera mellifera Linnaeus, 1758 - セイヨウミツバチの基亜種でイギリス、フランスほか北西ヨーロッパ原産[12]。European dark bee（German black beeとも）呼ばれ、近代養蜂に採り入れられ、植民地時代に北アメリカに導入された。このミツバチは小さくて暗い色をしている。
  - Apis mellifera ligustica Spinola, 1806（イタリアン)　は地中海地方原産の亜種[12]。世界中に移入され、ヨーロッパ・アメリカに分布。本亜種は世界中の養蜂家によって飼育される[13]。非常に気性が穏やかで、分蜂性[注釈 1]が低く、大量の蜂蜜を集める[13]。コロニーは冬期を通してより大きな個体群を維持する傾向があるので、本亜種は他の温帯の亜種よりも冬の蓄えが必要である[13]。体色は明るい黄色から橙色と黒の縞模様となっている[13]。
  - Apis mellifera carnica Pollman, 1879（カーニオラン) 原産地は中・東ヨーロッパ（オーストリア、旧ユーゴスラビア北東部、ハンガリー、ルーマニア、ブルガリア[13]。
  - Apis mellifera caucasica Gorbachev, 1916（コーカシアン) - 原産地はロシア、コーカサス地方。
  - Apis mellifera iberiensis Engel, 1999 (別名Apis mellifera iberica ) - 原産地はイベリア半島（スペイン、ポルトガル）。
  - アフリカミツバチ (Apis mellifera scutellata Lepeletier, 1836)[14] - 原産地はアフリカ東部から南部で[14]、分蜂性が強く集蜜性は低い[15]。1956年に熱帯に適応しているものとして改良を目的にブラジルに導入された[15]。その逃げ出したものと先行して導入され帰化したセイヨウミツバチとが交雑してアフリカ蜂化ミツバチとなった[15]。

- トウヨウミツバチ (Apis cerana Fabricius, 1793) - アジア全域に分布し[6]、基亜種を含む4亜種が知られている[16]。中国の研究者によれば、さらに skorikovi、 abaensis、hainanensis の3亜種が区別できるとされる[17]。
  - Apis cerana cerana Fabricius, 1793 基亜種（中国亜種）、中国北部、インド北部、アフガニスタン、パキスタン北部に分布する[18]。
  - Apis cerana indica Fabricius, 1798 - インド亜種、南インド、スリランカから東南アジアに分布する[18]。
  - Apis cerana himalaya Smith 1991, nomen nudum. - ヒマラヤ亜種、ヒマラヤから中国雲南省に分布する[18]。
  - ニホンミツバチ (Apis cerana japonica Radoszkowski, 1887) - はトウヨウミツバチの亜種であり韓国に生息するトウヨウミツバチと近縁[19]。
- サバミツバチ (Apis koschevnikovi Buttel - Reepen, 1906) - マレー半島及びカリマンタン島に分布する[6]。ボルネオミツバチとも表記される[20]。
- キナバルヤマミツバチ (Apis nuluensis Tingek, Koeniger & Koeniger, 1996) -カリマンタン島に分布する[6]。
- クロオビミツバチ (Apis nigrocincta F. Smith, 1861) - インドネシアのスラウェシ島に分布する[6]。

#### 現生種の系統関係
ミツバチ属現生種の系統関係については、働き蜂の形態形質やミトコンドリアあるいは核DNAの塩基配列の解析から、そのいずれにおいても比較的類似した結果が示されている。
コミツバチ亜属、オオミツバチ亜属、ミツバチ亜属のいずれも単系統群で、コミツバチ亜属が最も基部で分岐し、オオミツバチ亜属とミツバチ亜属は姉妹群の関係にある。ミツバチ亜属の中ではセイヨウミツバチとサバミツバチがそれぞれ分岐し、残ったトウヨウミツバチ、キナバルヤマミツバチ、クロオビミツバチがクレードを形成する。
コミツバチ亜属とオオミツバチ亜属がいずれも開放空間に一枚巣板を作ることから、この習性がミツバチ属の共有原始形質であり、ミツバチ亜属の閉鎖空間に複数巣板を作る形質は派生形質であると考えられている。

### 化石種
化石種は1976年に17種が記録されたが、2005年に3亜属8種に整理された（3亜属のうち1亜属は現生種と同じオオミツバチ亜属である。）。その後アメリカ合衆国ネバダ州で発見された中新世中期の化石がミツバチ属のものであることが 2009年に発表され、Apis nearctica と命名された。これは新世界で初めて発見されたミツバチ属の化石となった。
ムカシミツバチ亜属 Cascapis は次の1種とされていたが、2009年に1種追加され2種となった。
- ドイツムカシミツバチ Apis armbrusteri Zeuner, 1931、発見場所はドイツで地質年代は中新世である[22]。
- Apis nearctica Engel, Hinojosa-Díaz & Rasnitsyn, 2009、発見場所はアメリカ合衆国で地質年代は中新世である[23]。

アケボノミツバチ亜属 Synapis は次の6種となっている。
- ミヤマアケボノミツバチ Apis henshawi Cockerell, 1907、発見場所はヨーロッパで地質年代は漸新世である[22]。
- ナガアケボノミツバチ Apis longtibia Zhang, 1906、発見場所は中国で地質年代は中新世である[22]。
- チュウゴクナガアケボノミツバチ Apis miocenica Hong, 1983、発見場所は中国で地質年代は中新世である[22]。
- ボヘミアアケボノミツバチ Apis petrefacta Riha, 1973、発見場所はボヘミアで地質年代は中新世である[22]。
- ムカシアケボノミツバチ Apis vetustus Engel, 1998、発見場所はドイツで地質年代は漸新世である[22]。
- Apis “Miocen I” アケボノミツバチの1種、発見場所はヨーロッパで地質年代は漸新世である[22]。

オオミツバチ亜属 Megapis
- イキオオミツバチ Apis lithohermaea Engel, 2005、発見場所は日本の壱岐島で地質年代は中新世である[22]。

## 生態
新世代の女王蜂の羽化を目前とした巣では群の分割（分封）が起こり、旧世代の女王蜂は働きバチを引き連れ巣を出て新しい巣を探しに出る。この際、旧世代の女王蜂を護って働きバチが塊のようになる分封蜂球（ぶんぽうほうきゅう）を作る。
ミツバチの働きバチは受精卵から発生する2倍体(2n)であり全てメスである。通常メスの幼虫は主に花粉と蜂蜜を食べて育ち働きバチとなるが、働きバチの頭部から分泌されるローヤルゼリーのみで育てられたメスは交尾産卵能力を有する女王バチとなる。オスは未受精卵から発生する1倍体(1n)であるが、巣の中では働き蜂に餌をもらう以外特に何もしない。働きバチに比べて体が大きく、働きバチや女王バチよりも複眼と単眼が非常に発達していることが外見上の特徴である。
オスは女王バチと交尾するため、晴天の日を選んで外に飛び立つ。オスバチは空中を集団で飛行し、その群れの中へ女王バチが飛び込んできて交尾を行う。オスバチは交尾の為の射精後に速やかに死亡し、新女王蜂はこの死体をぶら下げてしばらく飛翔するがやがて交尾器がちぎれて雄蜂の死体は落下する。新女王蜂は体内に残った交尾器を排除して再び雄蜂の群れに向かい交尾を行う。この配偶行動が幾度か繰り返されて新女王蜂の体内に一生の間で使用されるだけの精子が蓄えられると巣に帰還し産卵を開始する。アリ科やスズメバチ科の社会性昆虫の多くで生涯交尾回数が一度だけで一個体の雄としか交尾しないのと好対照である。交尾できなかったオスも巣に戻るが、繁殖期が終わると働きバチに巣を追い出されるなどして死に絶える。
毒物への耐性は弱く、ショウジョウバエの半分程度という。
セイヨウミツバチの成虫の寿命は、女王蜂が1-3年（最長8年）、働き蜂が最盛期で15-38日、中間期は30-60日、越冬期が140日、雄蜂は21-32日である。

### 性決定の仕組み
受精卵からはメス（女王蜂または働き蜂）が生まれるが、卵が受精せずに発生した場合はオスとして生まれる。オスはメスの半分の染色体数を持ち、それはすべて母親（女王蜂）に由来する。このためオスは母親の持つ遺伝情報の半分（ゲノムに相当）を受け継ぎ、メスは母親の持つ遺伝情報の半分と半数体の父親の遺伝情報すべてを受け継ぐことになる。

### 蜜の採集

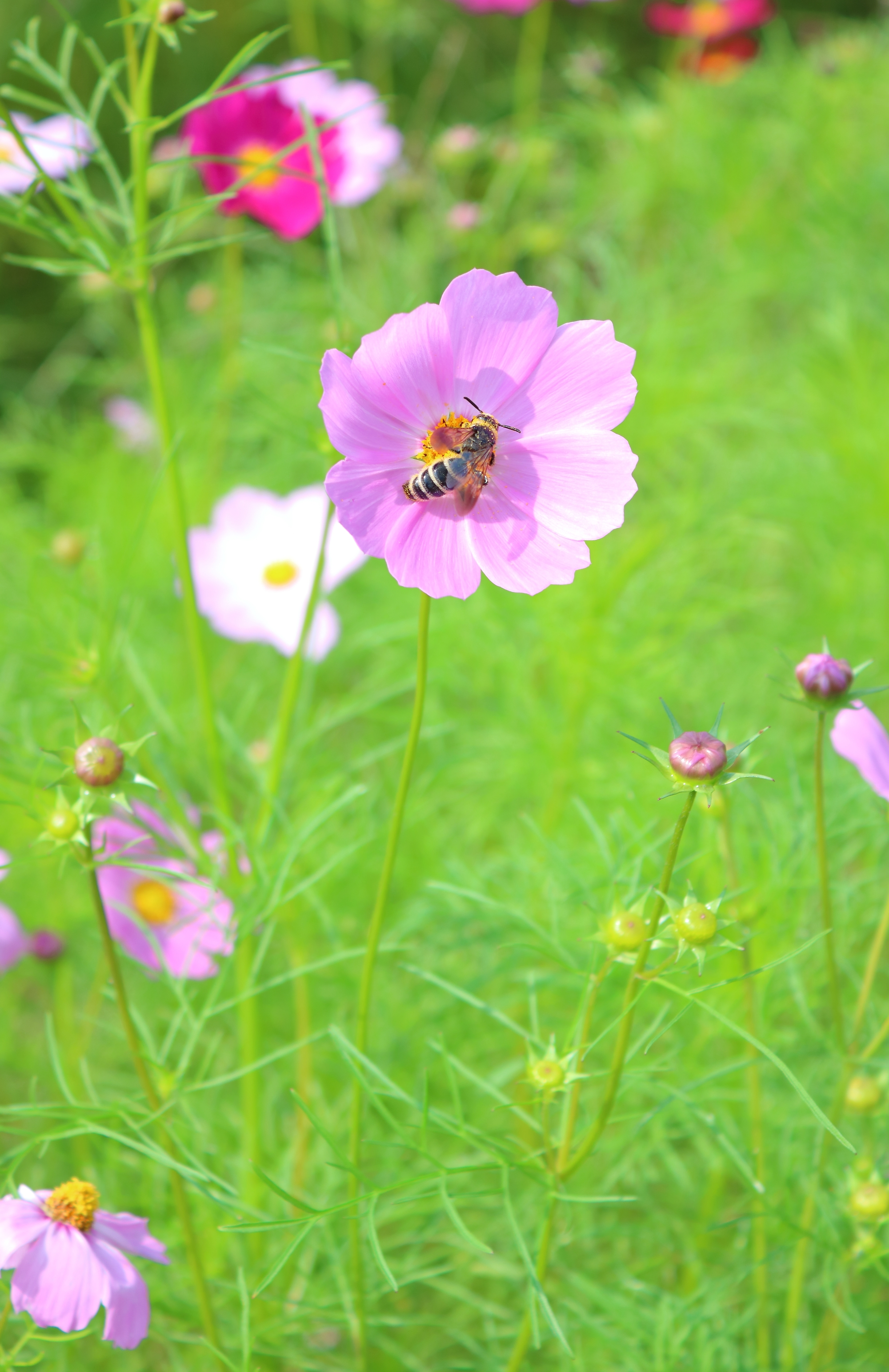
コスモスの蜜を採集中のミツバチ

ミツバチは蜜源を見つけると巣内の垂直な巣板の上でダンスを行い、仲間に蜜源の方向と距離を伝える。これは本能行動の例としてたびたび使われる。ミツバチのダンスは蜜源の場所という具体的な情報をダンスという抽象的な情報に変換して伝達が行われるため、記号的コミュニケーションであると考えられている。ミツバチのダンスコミュニケーションを発見したカール・フォン・フリッシュは高次なコミュニケーション能力が昆虫にもあるという発見が評価され、ニコ・ティンバーゲン、コンラート・ローレンツと共に1973年にノーベル生理学・医学賞を受賞した。
蜜源が近い場合には、体を振りながら左右に交互に円形を描く「円形ダンス」をおこなう。
蜜源が遠い場合（50m〜）は「尻を振りながら直進 - 右回りして元の位置へ - 尻を振りながら直進 - 左回りして元の位置へ」という、いわゆる「8の字ダンス（尻振りダンス）」を繰り返す。このとき尻を振りながら直進する角度が太陽と蜜源のなす角度を示しており、真上が太陽を示す。つまり巣板上で右手水平方向に向かって尻を振るような8の字を描いた場合、「太陽を左90°に見ながら飛べ」という合図になる。また、ダンスの時の尻を振る速度が蜜源までの距離を表す。すなわち尻振りの速度が大きいときは蜜源までの距離が近く、速度が低いときには距離が遠い。花粉や水の採集、分封時の新たな巣の場所決定に際しても、同様のダンスによるコミュニケーションが行われる。
蜜を持ち帰った働きバチは、貯蔵係のハチに蜜を渡すが、そのとき貯蔵係は糖度の高い蜜を優先して受け取り、糖度の低い蜜を持ったハチは待たされる。このことによって、よりよい蜜源へ働きバチを集中的に動員できる。

### 巣の構造

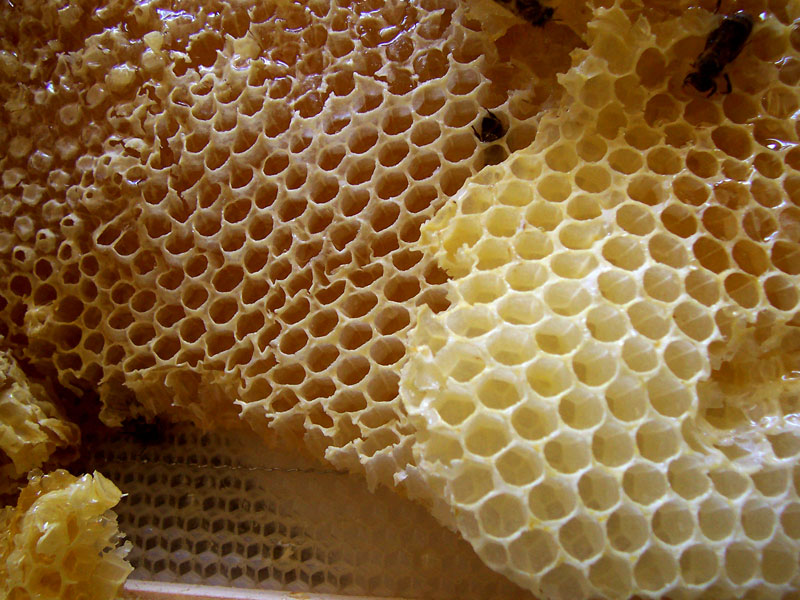
蜂の巣（巣板）

自然の状態では、ミツバチの巣は巣板と呼ばれる鉛直方向に伸びる平面状の構造のみからなる。ミツバチが利用した空間の形状によっては巣板が傾いていることもある。巣板の数はミツバチの種によって異なる。養蜂に用いるニホンミツバチやセイヨウミツバチは複数枚の巣板を形成し、自然の状態でも10枚以上にのぼることがある。コミツバチなどは巣板を1枚しか作らないため、養蜂には向かない。
ミツバチは巣板を防御する構造物を自ら作り出すことはせず家屋の隙間や床下、木のウロなどもともと存在する外壁を利用する。都市部では巣板がむき出しになった巣も存在する。
巣板は中空の六角柱が平面状に数千個接続した構造である。このような構造をハニカム構造と呼ぶ。強度に優れ、材料が最少で済むという特徴がある。六角柱は厚さ約0.1mmの壁でできており、奥行きは10〜15mmある。底部は三角錐である。巣板の材料はミツバチの腹部にある蝋腺から分泌された蜜蝋である。幼虫を育てるために使用する穴の奥行きは10〜15mmであるが、蜜を貯蔵するために使用する穴の奥行きはバラツキが大きく20mm程度に成る場合もある。

### 他種との関係
| 蜂球 | 蜂球 | 蜂球 |
| --- | ---- | ---- |
| |      |      |
| 左：巣口周辺を飛び回るキイロスズメバチと腹部を反り上げ翅を震わせるニホンミツバチ。 中：ニホンミツバチによる蜂球。中では2匹のキイロスズメバチが蒸されている。 右：「中」の約1時間後。蜂球は解体され、蒸し殺されたキイロスズメバチの死体が見える。 （いずれも2005年7月 横浜市内） |      |      |

ミツバチの天敵としてアジアだけに生息するオオスズメバチがいるが、アジアで進化したトウヨウミツバチはオオスズメバチへの対抗手段を獲得した。巣の中に侵入したスズメバチを大勢のミツバチが取り囲み蜂球（ほうきゅう）とよばれる塊をつくり、飛翔筋を激しく震わせることによって内部の温度を上昇させ、スズメバチを蒸し殺す（熱殺蜂球）。蜂球形成後、およそ5分で内部は最高温度の平均46℃、CO2濃度4%、相対湿度90%に達し、オオスズメバチは10分以内で熱死した。50%の個体が死ぬ致死温度 TL50を調べたところ、オオスズメバチでは大気条件で 47.5℃であったが、蜂球内に近いCO2濃度3.7%では 45.4℃と2℃ほど低くなり、相対湿度90%（温度46℃の場合）の混合気体では 44℃とさらに1℃の低下が観測されている。ミツバチの運動により温度、CO2濃度、湿度が高まり、酸素欠乏ではなく体表の気化熱で冷やすことができなくなり、高温により死んだと考えられる。一方で、ミツバチの10分間の致死温度 TL50は蜂球内と同等のCO2濃度でもほぼ変わらず50℃以上であり、このためミツバチが蜂球の熱で死ぬことはない（前述のように巣から女王が移動する場合も「分封蜂球」という蜂球を作る）。ただし、蜂球を一度経験した個体（15から20日齢）の寿命を追跡調査した結果、余命が1/4ほどに短くなることが報告されている。また、蜂球経験済みの個体は次に蜂球を形成する際、返り討ちに遭いやすく危険な蜂球の中心部に集中することが観測された。
蜜蜂は針を刺したら、自分が死ぬ。
セイヨウミツバチは、大群でモンスズメバチの腹の周りを圧迫し、呼吸を不可能にして約1時間かけて窒息死させるという対抗手段を持っているケースが報告された。これをasphyxia-balling（窒息スクラム）と呼ぶ。また、従来、セイヨウミツバチは蜂球を作らないと考えられていたが、2・3回、スズメバチを提示すると、蜂球を形成することが実験で確認された。トウヨウミツバチとセイヨウミツバチの共通祖先がすでに蜂球行動をしていた可能性がある。
古くから使われていたニホンミツバチに比べより多くの蜜を採集するセイヨウミツバチが1877年に導入された。セイヨウミツバチは繁殖力も旺盛なことから野生化しニホンミツバチを駆逐してしまうのではないかと懸念された。実際に北米では養蜂のために導入した後、野生化している。しかし、日本では現在まで一部の地域を除いて野生化は確認されていない。これは天敵オオスズメバチの存在によると考えられている。セイヨウミツバチの窒息スクラムはモンスズメバチ以下の小型種しか対応できず、大型で体力があるオオスズメバチの襲撃を受けると容易に巣を全滅させられるためと説明される。
一方、近年になって都市部で野生のニホンミツバチの観測が増える傾向にある。住宅街はもちろん、自動車の排気ガスや鉄道の騒音に晒されるような都心部に巣作りしていることも多々ある。都心部では天敵のスズメバチが人間によって駆除される為、山間部より比較的安全であるからと推測されている。

### 寄生虫
巣に寄生し、巣の基材（巣板）を食べるハチノスツヅリガ 、ノゼマ病を引き起こすミツバチ微胞子虫( Nosema apis )、バロア病を引き起こすミツバチヘギイタダニ( Varroa destructor )、アカリンダニ症を引き起こすアカリンダニ ( Acarapis woodi )、ミツバチトゲダニ症を引き起こすミツバチトゲダニ( Tropilaelaps clareae )、ケーニガーミツバチトゲダニ( T. koenigerum )、幼虫が蜜や花粉を食べ、排泄物により巣を崩壊させるハチノスムクゲケシキスイ（Aethina tumida）などが報告されている。

#### ハチノスツヅリガ

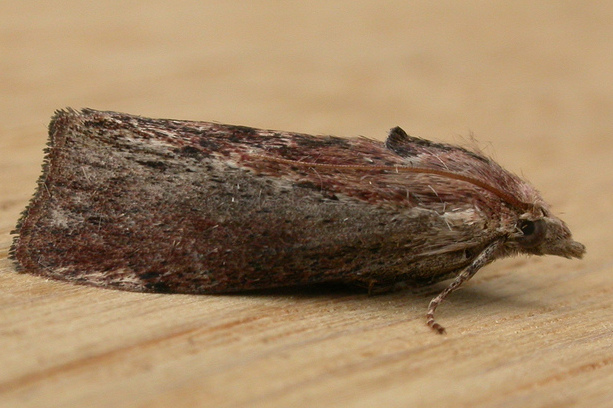
幼虫が巣を食害するハチノスツヅリガ(en)

直接ミツバチを襲うわけではないが、養蜂家からスムシ（巣虫）と呼ばれ嫌われるハチノスツヅリガ(Galleria mellonella )等の蛾の幼虫は、蝋を原料とした巣を食べて成長する（蜂児をも捕食することがある。）。多くのスムシに寄生された巣の蜂群は逃去することもある。オオミツバチでもハチノスツヅリガの食害があるが、ヒマラヤオオミツバチでは知られていない。コミツバチでも同様にハチノスツヅリガの食害を受け、これが蜂群の逃去の原因となっている。

#### アカリンダニ
アカリンダニは日本の届出伝染病に指定され、ミツバチ成虫の気管内に寄生して体液を吸汁するダニ。寄生されたセイヨウミツバチ群では、採餌能力、育児能力の低下を引き起こし、冬期に群が崩壊することが知られている。

### 蜂群崩壊症候群
現在、ミツバチは世界的に激減しつつあり、蜂群崩壊症候群と呼ばれる。原因としては特定のダニ、病原体、ネオニコチノイド系農薬、長距離移送によるストレス、生息地の環境変化、地球温暖化などが考えられている。

## ミツバチの感性
ミツバチとマルハナバチは知的な生き物であることが示されている。彼らは無（零・ゼロ）の概念を理解し、簡単な計算を行うことができ、人間の顔（そしておそらく蜂の顔も）を区別することができる。採食に成功しているときは楽観的だが、捕食者のクモに一瞬でも引っかかると気分が落ち込み、クモから逃れたあとでもミツバチの態度は一変し、その後数日間はどの花にも怯えるようになる。

## ミツバチによる生産物

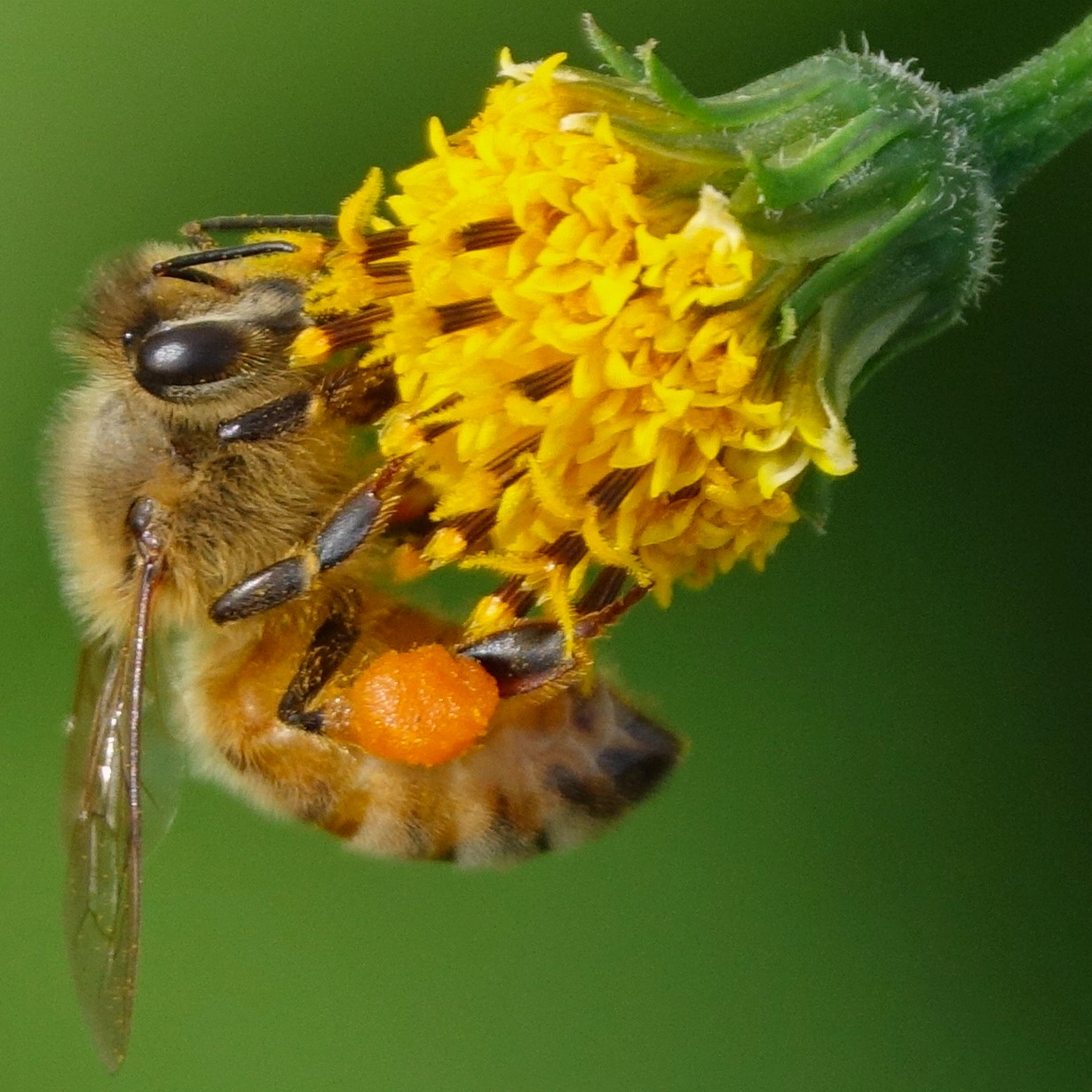
ビーポーレンを運ぶセイヨウミツバチ

人間は、主に下記の物をミツバチの生活環から得て利用をしている。
蜂蜜
花から得られる糖分と水分、ミツバチ体内の転化酵素が濃縮された物質。有史以前から甘味料として利用され現在では製菓原料、化粧品原料、栄養食品などにも利用される。
蜜蝋（蜂ろうとも表記される）
ミツバチが体内で合成し分泌する物質。ワックス成分で巣の主要な構成材料となっている。中世ヨーロッパではろうそくの主原料であった。蜜蝋自体は食品とはならないがワックス、油絵具などのメディウム（薄め液）、石鹸、クリーム、口紅、蝋燭などの原料として利用される。
また、第二次世界大戦時では、爆弾、砲弾、プロペラの滑沢、魚雷、スクリュー、光学兵器、錆止めなどに使用され、重要な戦略物資であった。
プロポリス
植物が芽などを保護する目的で分泌した滲出物をセイヨウミツバチが集めた物質で、巣の接合部位や巣材の蜂ろうの補強材料として、また巣のすき間を埋めるのに使う物質である。抗菌性や抗腫瘍性成分などが注目され、健康食品として利用されている。
プロポリスを集めるセイヨウミツバチの働きバチは専門化していて、花粉と同じように後脚に付けて運ぶ。
セイヨウミツバチの亜種間でプロポリスを集める性質に差があり、コーカシアン (A. m. caucasica )、インターミッサ (A. m. intermisa )はよく集めるが、エジプト蜂 (A. m. lamarckii )やカーニオラン(A. m. carnica )はあまり集めない。
コミツバチ亜属の2種は開放空間の植物の枝に1枚の巣板を作る。この巣へのアリの侵入を防ぐために、植物の樹脂を営巣した枝の巣の近く2-3cmのところに塗布する。オオミツバチでも巣の接合部の補強材料としてプロポリス様の樹脂を使う。
トウヨウミツバチはプロポリスを集めない。
ローヤルゼリー
働きバチが体内で合成し咽頭腺から分泌する物質。ローヤルゼリーのみで育てられたメスの幼虫だけが女王バチとして成長する。ゲノム解析により女王バチと働きバチのゲノムに違いがないことが明らかになっており、どのメスの幼虫も女王バチになる可塑性を持っている。
花粉
働きバチは幼虫の餌やローヤルゼリーの原料とするため、花粉をだんご状にして後脚の脛節にある花粉かごにつけて運び、巣に蓄える。この花粉団子はビーポーレンとも呼ばれ、主に乾燥物が健康食品として利用されている。
抗HIV物質
ミツバチの毒にはメリチンという抗HIV作用のある物質があり、2017年の段階では実用化には至っていないが注目されている。

## 文化

### 慣用句
- 蜂のひと刺し - 日本の汚職事件ロッキード事件での榎本三恵子証言から有名になった。蜂の針には返しがあるため、一度刺したら針に付属する内臓が出て死ぬとされる[57]。ただ、これは皮が厚く固い動物に対してのみで、昆虫などに対しては何度でも行える[58]。

### 慣習
- 「蜂に伝えよ(出典: en:Telling the bees)」 - 養蜂家の結婚・死亡・出産などの重要なことを蜂に伝えないと、蜂が巣を引き払ったり、蜜を作るのを止めてしまったり、死んでしまうという迷信。イギリス、特にイングランド地方で広く信じられており、その他アイルランドやウェールズ地方、ドイツ、オランダ、アメリカ合衆国といった国と地域でも広く知られている。

### ミツバチが主題の作品
- 小説『みつばちマーヤの冒険』（蜜蜂マアヤ。ボンゼルス著。アニメ化もされた）は擬人化した話ではあるが、スズメバチがミツバチを襲うなど実際の観察に基づいた設定がなされている。
- シャーロック・ホームズシリーズではホームズは探偵引退後の仕事として養蜂家となり、著作も残したことになっている。これは、この50年ほど前に近代養蜂に関する体系的な著書がアメリカ人の養蜂家ロレンゾ・ロレイン・ラングストロス(Lorenzo Lorraine Langstroth)により発表されたことが反映されている。
- 『青い鳥』で知られるノーベル賞作家モーリス・メーテルリンクは観察眼の鋭い養蜂家でもあり『蜜蜂の生活』[59]という名著を残している。
- 昆虫物語 みなしごハッチ - 日本のテレビアニメ。物語中のハチを始めとする動物たちは、擬人化されている。
- 『サバイビー』- 日本の昆虫漫画。

## その他
- ニホンミツバチが1997年（平成9年）11月28日発売の20円普通切手の意匠になった。切手は2015年（平成27年）9月30日に販売を終了した[60]。
- シンビジウム（蘭）の一種である中国南部原産のキンリョウヘン（金稜辺）の花はニホンミツバチを引き寄せる匂いを出す[61]。ニホンミツバチの分蜂を捕獲する時に利用される事もある[61]。セイヨウミツバチには金稜辺の花の匂いに集まる習性は無い[62]。